# Совет безопасности при Президенте Азербайджана
Совет безопасности при Президенте Азербайджана (азерб. Azərbaycan Prezident yanında Təhlükəsizlik Şurası) был создан 10 апреля 1997 года Указом Президента Азербайджана.

## Информация
Совет Безопасности является консультативным органом при Президенте. Основной задачей, стоящей перед Советом, является создание условий для реализации президентом своих конституционных полномочий в области защиты прав и свобод граждан, независимости и территориальной целостности Азербайджана.
Председателем Совета безопасности является Президент страны.

## Членство
Согласно Указу, в состав совета вошли следующие должностные лица:
- Председатель Милли Меджлиса
- Вице-президент
- Премьер-министр
- Глава Администрации президента
- Государственный советник по вопросам внешней политики
- Государственный советник по военным делам
- Генеральный прокурор
- Министр иностранных дел
- Министр обороны
- Министр национальной безопасности
- Министр внутренних дел[3]

Функции секретаря Совета выполняет глава Администрации Президента. Глава администрации обеспечивает деятельность Совета Безопасности, руководит подготовкой его заседаний.